# Franc Farčnik (komunist)
Franc Farčnik - Kristuš, slovenski rudar in predvojni komunist, * 30. avgust 1899, Prekopa, † 23. julij 1942, Grad Borl.

## Življenje in delo
Leta 1915 se je zaposlil v premogovniku Zagorje. Član Komunistične partije Jugoslavije je postal 1920. Delal je kot organizator Skoja, v delavsko-kulturno prosvetnih društvih Svoboda, Ledina in Vesna ter v Zvezi rudarskih delavcev Jugoslavije. Leta 1925 je emigriral v Francijo in naslednje leto odšel na politično šolanje v Sovjetsko zvezo, kjer je ostal do 1936. Kot inštruktor Komunistične partije Jugoslavije se je istega leta vrnil v Zagorje ob Savi. Sodeloval je na ustanovnem kongresu Komunistične partije Slovenije na Čebinah aprila 1937.
Po nemškem napadu na Kraljevino Jugoslavijo se je junija 1941 umaknil v ilegalo in delal na območju Zagorja ob Savi, od avgusta 1941 pa kot inštruktor KPS vodil politično šolo v Šaleški in Mislinjski dolini. Konec novembra ga je gestapo aretiral; bil je zaprt v celjskem zaporu Stari pisker, v Mariboru in Gradu Borl, kjer je umrl za posledicami mučenja.
Po njem se imenuje krajevna skupnost v širšem območju mesta Zagorje ob Savi.